# Gnoseologija
Gnoseologíja ali gnozeologíja (starogrško γνῶσις: gnṑsis, spoznanje + λόγος: lógos, beseda) je filozofska disciplina, ki raziskuje izvore, možnosti, meje, objektivno vrednost in predmet spoznanja. V novem veku je nastala kot samostojna disciplina, čeprav so tematike, ki sodijo vanjo, obravnavali že stari Grki in srednjeveški filozofi. Gnoseologija se uporablja kot sinonim za spoznavno teorijo oziroma epistemologijo.

## Razvoj gnoseologije
Osnovna naloga gnoseologije je preučevanje človeških spoznavnih moči, še preden bi se lotili drugega filozofskega preučevanja. Prvi, ki je to jasno opredelil, je bil René Descartes, bolj konkretno je to zahtevo uveljavil John Locke, zato je slednji imenovan za ustanovitelja spoznavne teorije. Njegovo stališče, da v človekovem intelektu ni ničesar, kar ne bi predhodno prešlo čutila, je izhodišče vsej angleški empiristični filozofiji 18. stoletja. Za Lockom, sta misel najprej razvijala filozofa David Hume in George Berkeley.
Immanuel Kant je želel še bolj jasno razdeliti spoznajno teorijo od psihologije in metafizike, da bi postala osnovna filozofska disciplina, ki je postavljena pred vse ostale. Kantovi nasledniki, kot so Fichte, Schelling in Hegel gnoesologije niso priznavali kot samostojne discipline, marveč je bila zanje del ontologije. Filozofi so še vedno precej razdeljeni glede položaja, možnosti in vrednosti gnoesologije.

## Razprave o poreklu spoznanja
V razpravah o poreklu spoznanja si najbolj pogosto nasprotujeta empirizem, ki meni, da je izvor spoznanja izkustvo, in racionalizem, ki izhaja iz uma. Med njima se je pojavil kriticizem, ki je poskus sinteze in preseganja teh dveh smeri. Intuicionalizem za vir spoznanja poudarja intuicijo, iracionalizem v iracionalnih funkcijah duha, misticizem v nečem, kar je nad umom in je nadnaravno.
Glede vprašanja možnosti, meja in vrednosti spoznanja je največje nasprotovanje med dogmatizmom in skepticizmom, pri čemer ima slednji več oblik. Kot posredni smeri sta se kasneje oblikovali že omenjeni kriticizem in pozitivizem oziroma logični pozitivizem.

### Članki
- Miščević, Nenad, Uvod v spoznavno teorijo. V Analiza, 1999, št. 1, str. 3-17. (COBISS)